# Paul Smolny
Paul Emil Smolny (* 23. Juni 1896 in Berlin; † 25. Januar 1950 in Oberhausen), meist Paul Smolny, war ein deutscher Theater-Schauspieler, Dramaturg, Regisseur und Intendant.

## Leben

### Frühe Jahre in Berlin, Bern, Freiburg und Wuppertal
Sein Vater war der Arbeiter Gottfried Smolny, seine Mutter Auguste Therese Smolny geborene Raabe, beide evangelischer Religion. Im Studium beschäftigte er sich mit Literatur, Kunst- und Theatergeschichte, Philosophie, orientalischen Sprachen, Musikgeschichte und Soziologie. Seine Schauspielausbildung erlangte er bei Eduard von Winterstein und Max Reinhardt am Deutschen Theater Berlin, wo Smolny auch als Regieassistent beschäftigt wurde.
1918/19 kam er in Berlin auch zeitweise mit dem Film in Berührung. Ab 1919 veröffentlichte er Artikel in der Theaterzeitschrift Die Scene – Blätter für Bühnenkunst, einer der wichtigsten Theaterzeitschriften ihrer Zeit und Organ der Vereinigung künstlerischer Bühnenvorstände, in der Smolny aktives Mitglied war. Er fand in der Schweiz eine Anstellung. Nach einem kurzen Engagement am Stadttheater Solothurn wechselte er im September 1920 zum Stadttheater Bern. Zugleich übernahm er dort die Redaktion der Berner Theater-Zeitung. Er blieb bis 1924 in Bern. Er versuchte sich zeitweise in Deutschland als Botschafter Schweizer Literatur, etwa bei einem Rezitationsabend „Junge Schweizer Dichtung“ im Berliner Meistersaal 1922.
1923 heiratete Smolny in Bern Mathilde Heerdt (* 14. Mai 1890 in Frankfurt am Main: † 30. August 1967 in Mülheim an der Ruhr). Die Theater- und Filmschauspielerin, Schauspiellehrerin und Theaterintendantin trug nach der Heirat den Doppelnamen Mathilde Smolny-Heerdt. Das Ehepaar arbeitete oft zusammen. Beide hatten während ihrer Ehe parallele Engagements in Freiburg, Dresden, Leipzig und kurz vor dem Lebensende Smolnys auch am Theater Oberhausen.
Er verfolgte bald das Ziel, seine Laufbahn in Deutschland fortzusetzen statt im begrenzten Wirkungskreis der deutschsprachigen Schweiz. Beim Landestheater Karlsruhe hatte er 1924 ein kurzzeitiges Engagement („Götz von Berlichingen“). Zur Spielzeit 1924/25 wurde er als Erster Regisseur und Dramaturg am Schauspiel des Freiburger Stadttheaters verpflichtet und trat damit unter Intendant Max Kräger in die Leitung dieser Sparte ein. Hier gelangen ihm Innovationserfolge, etwa mit Schillers Jungfrau von Orleans, Hans José Rehfischs Wer weint um Huckenack? und Max Mohrs Improvisationen im Juni.
Paul Smolny kam 1926 als Spielleiter an die Vereinigten Bühnen Elberfeld-Barmen (Wuppertal), wurde aber schon zur Spielzeit 1926/27 als Oberregisseur an das Albert-Theater in Dresden berufen. Dort beteiligte er sich ab Herbst 1926 mehrfach mit musikalisch untermalten Vorträgen und Rezitationen an Rundfunksendungen; um 1929 servierte er eine regelmäßige eigene Sendung „Plaudereien vom Tee“.

### Prägende Jahre in Würzburg
Mit 33 Jahren ließ er sich im August 1927 als Nachfolger von Heinrich Karl Strohm an das Stadttheater Würzburg verpflichten. Der Stadtrat wählte ihn unter 90 Bewerbern einstimmig zum Intendanten. Er war der jüngste Intendant Deutschlands. Diese Jahre sollten für Smolny die karriereprägenden werden, bei denen er nicht nur bei der Auswahl der Stücke, sondern auch durch eigene Regie reichsweit Profil gewann. Er eröffnete die Spielzeit mit Gerhart Hauptmanns Florian Geyer, bei dem er selbst Regie führte.
Sein Vorgänger Strohm hatte das Stadttheater auf einen ehrgeizigen Modernisierungskurs für die Ausdruckskunst des Expressionismus und der Neuen Sachlichkeit gesetzt, der bei Publikum und Presse sehr umstritten war. „Smolny trat nach Strohm kein leichtes Erbe an. Er versuchte im Gegensatz zur Experimentierfreude seines Vorgängers mit seinem Spielplan es möglichst allen recht zu machen“, hält die Stadtgeschichte heute fest. Ein von Smolny initiierte Diskussionsprozess mit örtlichen Vereinen und Institutionen blieb ohne Erfolg. „Smolny versuchte nun, das Beste aus der gegebenen Situation zu machen.“
Schon vor dem Einbruch der Wirtschaft 1929/30 geriet das Stadttheater in eine ökonomische und künstlerische Krise, in der wiederholt seine Existenz auf dem Spiel stand. Smolny musste als organisatorischer Krisenmanager agieren und zugleich über die Modernisierungsrichtung entscheiden. Er war bereit für eine behutsame Erneuerung, wollte jedoch auch durch Programm und politische Gesten ausgleichend und integrierend wirken.
Würzburg erlebte in den Zwanziger Jahren eine intensive Debatte um eine Erneuerung des Kulturlebens und Anschluss an die Moderne, ohne die Kultur der Metropolen wie Berlin nachzuahmen. Smolny war Mitglied der „Kulturellen Arbeitsgemeinschaft“ (KAG), die von 1927 bis 1930 bestand. Die KAG war vor allem eine Initiative junger Kulturschaffender, Studenten und interessierter Bürger, die in allen Bereichen der Kunst einen Aufbruch aus der provinziellen Beschränktheit forderten. Zu den führenden Köpfen gehörten der Staatsarchivrat Ludwig Friedrich Barthel, der auch Texte für das Stadttheater schrieb, der Musikdirektor des Stadttheaters, Hans Oppenheim, und der kommunistische Schriftsteller Johannes Karl Koenig. Smolny war zwar keine treibende Kraft, wurde jedoch aufgrund seiner Stellung als Intendant des Stadttheaters als prominenter Unterstützer wahrgenommen. Die KAG stand in Opposition zu den etablierten Eliten. Sie versuchte, mit Lesungen, Vorträgen und Ausstellungen öffentliche Aufmerksamkeit zu erzielen, was auch in überregionalen Zeitungen und Zeitschriften gelang. Die KAG veröffentlichte 1927 eine 60-Seiten-Streitschrift, Würzburg eine Provinzstadt? oder die kulturelle Sendung Würzburgs. Dieses „aufschlussreiche Heftchen“ wurde sogar von Kurt Tucholsky in der Weltbühne gewürdigt: „Wie da gerungen wird; wie da versucht wird, das Gute von außerhalb zu adoptieren und das Eigne zu bewahren — und wie aussichtslos das alles ist […] — machtlos verbluten diese kleinen Gruppen unter den Mächtigen der Stadt und der Provinz.“
Smolny setzte wiederholt auf Kooperationen, um Kosten zu sparen, Einkünfte zu erschließen und organisatorisch Synergien zu erzielen. 1928 schloss Smolny mit der Kurverwaltung Bad Mergentheim eine neuartige Theatergemeinschaft, bei dem die Würzburger in dem Kurtheater Operetten, Schauspiele und Schwänke darboten. Als beim Landestheater Coburg die Intendanz frei wurde, wurde diese nicht wieder besetzt, stattdessen übertrug man Smolny die Oberleitung in Personalunion mit seiner Aufgabe in Würzburg.
Im Sommer 1929 kam es zu einem Aufsehen erregenden Arbeitsgerichts-Prozess des Theaterpersonals gegen die Stadt Würzburg, der unter Beteiligung der Bühnengenossenschaft in die Berufung beim Landesarbeitsgericht ging. Die Kommune hatte auf wegbrechende Zuschauerzahlen und Einnahmen mit dem Plan reagiert, Oper und Operette des Dreispartenhauses abzubauen und das Schauspiel zu verkleinern. Smolny wurde vor Gericht vernommen, wo es zu einer „Redeschlacht“ kam. Die Stadt wurde zu hohen Zahlungen an das entlassene Personal verurteilt.
In Würzburg blieb er bis 1930. Der Stadtrat war zwar bereit, seinen Vertrag zu verlängern, aber er bewarb sich erfolgreich beim Stadttheater Hagen.

### Durch die Wirtschaftskrise in Hagen und Wuppertal
Smolny führte das Stadttheater Hagen durch die Weltwirtschaftskrise, die auch die Theater in schwere Turbulenzen stürzte. 1931 ging er eine Fusion mit dem Stadttheater Dortmund ein. Eine Folge war die Abschaffung des Orchesters in Hagen. Das Hagener Theater stand schließlich vor der Schließung, weil Stadt und die Betriebsgesellschaft es nicht weiterführen wollten. Stattdessen wurde es vom Personal als Genossenschaftstheater fortgeführt. Smolny behielt zunächst die künstlerische Leitung, musste jedoch eine Personalvertretung als Ko-Leitung akzeptieren. Das Genossenschaftstheater konnte so an der Spitze auf Kontinuität bauen. Doch noch während das Theater sich neu aufstellte, bewarb er sich bei den neu organisierten Wuppertaler Bühnen, wo er schon 1926 Regie geführt hatte. Er wurde zum neuen Intendanten berufen. Das überrascht zurückgelassene Genossenschaftstheater Hagen entschied sich dafür, einen Betrieb ganz ohne Intendanten zu wagen. Er leitete den Wuppertaler Theaterbetrieb bis 1934.

### Karrieregipfel unter dem NS-Regime: Gera und Leipzig
In der Regierungszeit des Nationalsozialismus arrangierte sich Smolny mit dem neuen Regime, das auch die deutschen Bühnen „gleichschaltete“ und am August 1933 der Kontrolle durch Reichstheaterkammer (als Teil der Reichskulturkammer) und das Reichsministerium für Volksaufklärung und Propaganda (RMVP) unterwarf. Smolnys Karriere setzte sich fort. Es ist nicht bekannt, dass er sich Eingriffen in Personal und Programm widersetzte oder gegen Berufsverbote für jüdische Kollegen protestierte. Künstlerisch versuchte er das Niveau trotz zahlreicher Vorgaben zu halten.
Im Juli 1934 wurde er von der Reußischen Anstalt für Kunst und Wissenschaft zum Intendanten des Reußischen Theaters Gera ernannt. Das Haus (1945 umbenannt in Bühnen der Stadt Gera) wurde vom Erbprinzen Reuß persönlich geleitet. Propagandaminister Joseph Goebbels bestätigte Smolnys Berufung. Schon im März 1936 erhielt seine Karriere einen weiteren Schub: Neuer Generalintendant der beiden städtischen Bühnen in Leipzig, Schauspiel und Oper, wurde sein Freund Hans Schüler. Er machte Smolny als Nachfolger Detlef Siercks mit Wirkung vom Mai 1936 zum Schauspieldirektor des Alten Theaters.
Außergewöhnlich war, dass Oberbürgermeister Carl Friedrich Goerdeler (DNVP) die Berufung Schülers und Smolnys öffentlich verkündete, ohne auf die im Theatergesetz vorgeschriebene Bestätigung des RMVP abzuwarten oder diese überhaupt zu beantragen. Er teilte dem Ministerium einfach mit, er habe die beiden berufen. Es war ein Affront, der in Berlin geschluckt wurde. Auch nachdem Goerdeler 1937 zurückgetreten war, blieben Smolny und Schüler auf ihren Posten.
Smolny erhielt die Möglichkeit, sich im Film zu erproben. 1941 führte er Regie bei dem Tobis-Kurzspielfilm Der Mord. Er trat wieder wiederholt im Rundfunk auf (eigene Sendungen etwa „Unser Schatzkästlein“). Smolny wurde vom NS-Regime mit den Titeln „Staatsschauspieler“ und „Staatsschauspieldirektor“ geehrt. Das Alte Theater wurde bei der Bombardierung Leipzigs im Dezember 1943 zerstört.
1944 veröffentlichte Smolny beim Duden-Verlag Bibliographisches Institut Leipzig als Herausgeber mehrere Werkauswahl-Bände (Kleist, Hölderlin, E. T. A. Hoffmann).

### Nachkriegsjahre
Nach dem Zweiten Weltkrieg wurden in der Sowjetischen Besatzungszone die geschlossenen Theater durch die örtlichen Kommandeure der Roten Armee rasch wiedereröffnet. Trotz seiner ranghohen Stellung wurde auch Smolny erlaubt, seine Arbeit fortzusetzen. Im April 1946 führte er Regie bei König Oedipus mit Schauspielern des Deutschen Nationaltheaters Weimar (das 1945 ebenfalls zerstört worden war).
Zu einem unbekannten Zeitpunkt ging Smolny in den Westen. Er führte 1948 Regie bei der Verdi-Oper Ein Maskenball an der Bremer Oper. 1949 wurde Paul Smolny erster Nachkriegsintendant am Theater Oberhausen, das nach der Kriegszerstörung wiederaufgebaut worden war und mit Schillers Fiesco und Georges Bizets Carmen eröffnete. Vier Monate nach Eröffnung des Hauses starb er jedoch im Januar 1950 an einem Herzschlag.

## Hörspiele (Auswahl)
- 1925: Friedrich Schiller: Die Braut von Messina. Trauerspiel. Schülervorstellung (Don Manuel) – Regie: Carl Weinlein (Sendespiel (Hörspielbearbeitung) – WEFAG; Übertragung aus Elberfeld)
- 1926: Friedrich Hebbel: Michelangelo. Satirisches Drama in zwei Abteilungen (Michelangelo Buanorotti) – Regie: Carl Blumau (Sendespiel (Hörspielbearbeitung) – MIRAG)
- 1927: Max Mell: Das Apostelspiel. in einem Akte mit einem Vorspruch und einer Verabschiedung von Max Mell (Zweiter Mann (im Spiel: Petrus)) – Regie: Carl Blumau (Sendespiel (Hörspielbearbeitung) – MIRAG; Übertragung aus Dresden)

Quelle: ARD-Hörspieldatenbank

## Veröffentlichungen (Auswahl)
- mit Karl Eberhard (1919, Februar/März). „Das Publikum als mitspielendes Element“ [1. Teil]. Die Scene – Blätter für Bühnenkunst, herausgegeben von der Vereinigung künstlerischer Bühnenvorstände, 9. Jg., Heft 2/3, S. 23–25. (Digitalisat HathiTrust)
- mit Karl Eberhard (1919, April). „Das Publikum als mitspielendes Element“ [Fortsetzung]. Die Scene – Blätter für Bühnenkunst, herausgegeben von der Vereinigung künstlerischer Bühnenvorstände, 9. Jg., Heft 4, S. 40-44. (Digitalisat HathiTrust)
- (1919, August). „Traumspiele“. Die Scene – Blätter für Bühnenkunst, herausgegeben von der Vereinigung künstlerischer Bühnenvorstände, 9. Jg., Heft 8, S. 106–108. (Digitalisat HathiTrust)
- mit Karl Eberhard (1920, März). „Hosenrollen“. Theatergeschichtliche Plauderei. Die Scene – Blätter für Bühnenkunst, herausgegeben von der Vereinigung künstlerischer Bühnenvorstände, 10. Jahrgang, Heft 3, S. 47–50. (Digitalisat HathiTrust)
- (1923). Das Publikum als mitspielendes Element. Reihe Der kleine Bund 21. Bund: Bern.
- (1923). Das Bühnenbild des ,Parsifal‘. Reihe Der kleine Bund. Bund: Bern.
- (1923, 27. Oktober). „Über Operntexte“. Beilage zur Berner Musiksaison. Berner Tagblatt.
- (1929) (Hrsg.). Jahrbuch 1929 des Stadttheaters Würzburg. M. Beck: Leipzig.
- (1938). Friedrich Hölderlin: Der Tod des Empedokles. Trauerspiel in zwei Akten. Einrichtung: Paul Smolny. Theaterverlag LangenMüller: Berlin.
- (1943) (Bearb.) Die Räuber. Ein Schauspiel in fünf Akten. Bühnenbearbeitung von Paul Smolny. Bühnenverlag Ahn & Simrock : Berlin.
- (1944) (Hrsg.). E. T. A. Hoffmann. Auswahl aus seinen Werken. Bibliographisches Institut: Leipzig.
- (1944) (Hrsg.). Hölderlin. Auswahl aus seinen Werken unter Benutzung der neuesten Forschung. Bibliographisches Institut: Leipzig.
- (1944) (Hrsg.). Kleist. Auswahl aus seinen Werken unter Benutzung der neuesten Forschung. Bibliographisches Institut: Leipzig.